# 1928년 동계 올림픽 피겨스케이팅 페어
스위스 장크트모리츠에서 열린 1928년 동계 올림픽 피겨 스케이팅의 페어 종목은 1928년 2월 19일에 진행됐다.

## 메달리스트
| 금                                         | 은                                         | 동                                                 |
| 프랑스 (FRA) · 앙드레 졸리 · 피에르 브뤼네 | 오스트리아 (AUT) · 릴리 숄츠 · 오토 카이저 | 오스트리아 (AUT) · 멜리타 브루너 · 루드비히 브레데 |

## 결과

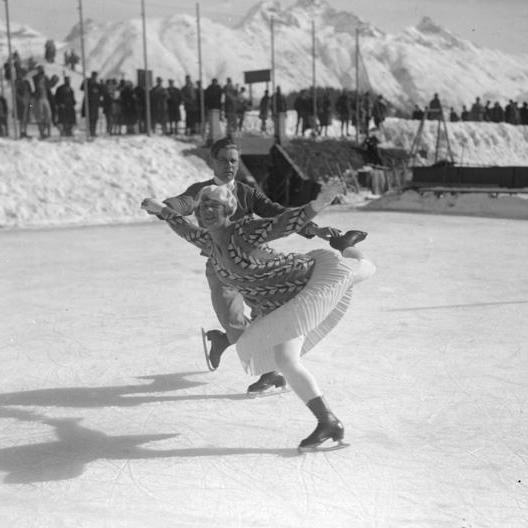
은메달을 딴 릴리 숄츠와 오토 카이저의 경기 장면

| 순위 | 선수                                          | 포인트 | 점수   |
| ---- | --------------------------------------------- | ------ | ------ |
| 1    | 앙드레 졸리 & 피에르 브뤼네 (FRA)             | 14     | 100.50 |
| 2    | 릴리 숄츠 & 오토 카이저 (AUT)                 | 17     | 99.25  |
| 3    | 멜리타 브러너 & 루트비히 브레데 (AUT)         | 29     | 93.25  |
| 4    | 비트릭스 로란 & 셰르윈 베드저 (USA)           | 43     | 87.50  |
| 5    | 루도비카 야콥손 & 발테르 야콥손 (FIN)         | 51     | 84.00  |
| 6    | 요시 판 레버르허 & 로베르트 판 제브루크 (BEL) | 54     | 83.00  |
| 7    | 에델 머켈트 & 잭 페이지 (GBR)                 | 61.5   | 79.00  |
| 8    | 일제 키샤우어 & 에른스트 가슈테 (GER)         | 63     | 75.75  |
| 9    | 테레사 블랜차드 & 나타니엘 닐스 (USA)         | 79.5   | 69.00  |
| 10   | 모드 스미스 & 잭 이스트우드 (CAN)             | 95.5   | 67.25  |
| 11   | 엘비라 바르베이 & 루이 바르베이 (SUI)         | 97     | 64.75  |
| 12   | 리부셰 베셀라 & 보이테크 베셀리 (TCH)         | 102    | 60.00  |
| 13   | 캐슬린 로베트 & 프록터 버먼 (GBR)             | 110.5  | 57.75  |

## 참조
- 올림픽 공식 리포트보관됨 2010-12-17 - 웨이백 머신
- sports-reference